# Hranitne (obwód żytomierski)
Hranitne (ukr. Гранітне) – osiedle typu miejskiego na Ukrainie w rejonie malińskim obwodu żytomierskiego.
Znajdują tu się kamieniołomy granitu oraz przystanek kolejowy Szczebzawod, położony na linii Kijów – Korosteń – Kowel.

## Historia
W 1989 liczyła 1692 mieszkańców.
W 2013 liczyła 1506 mieszkańców.